# Mercy (Shawn-Mendes-Lied)
Mercy (englisch für „Barmherzigkeit“) ist ein Lied des kanadischen Sängers und Songwriters Shawn Mendes aus dem Jahr 2016.

## Entstehung und Veröffentlichung
Geschrieben wurde das Lied vom Interpreten selbst, zusammen mit den Koautoren Teddy Geiger, Ilsey Juber und Danny Parker. Der Liedtext wurde dabei in englischer Sprache verfasst und die Musik in H-Dur mit 148 Schlägen pro Minute komponiert. Koautor Geiger zeichnete zudem, gemeinsam mit Jake Gosling, für die Produktion verantwortlich.
Die Erstveröffentlichung von Mercy erfolgte als Single am 19. August 2016 bei Island Records. Diese erschien als digitaler Einzeltrack zum Download und Streaming (Katalognummer: 00602557087512). Am 23. September desselben Jahres erschien das Lied als Teil von Mendes’ zweiten Studioalbum Illuminate (Katalognummer: 06025 5707784), dessen zweite Singleauskopplung es ist. Am 29. Oktober 2016 erschien eine Pianoversion als digitale Einzeltrack-Single (Katalognummer: Walk 1177065319), am 4. November 2016 eine Remixversion von Loote (Katalognummer: 1171474447) sowie am 27. Januar 2017 eine Akustikversion (Katalognummer: 1198853609).

## Musikvideo
Das dazugehörige Musikvideo entstand unter der Regie von Jay Martin und verzeichnete bis Februar 2025 über 426 Millionen Aufrufe auf der Videoplattform YouTube.

## Kommerzieller Erfolg

### Chartplatzierungen
| ChartsChartplatzierungen       | Höchstplatzierung | Wochen |
| ------------------------------ | ----------------- | ------ |
| Deutschland (GfK)              | 16 (27 Wo.)       | 27     |
| Kanada (MC)                    | 18 (24 Wo.)       | 24     |
| Österreich (Ö3)                | 8 (23 Wo.)        | 23     |
| Schweiz (IFPI)                 | 4 (27 Wo.)        | 27     |
| Vereinigte Staaten (Billboard) | 15 (32 Wo.)       | 32     |
| Vereinigtes Königreich (OCC)   | 15 (28 Wo.)       | 28     |

| ChartsJahrescharts (2016) | Platzierung |
| ------------------------- | ----------- |
| Deutschland (GfK)         | 93          |
| Österreich (Ö3)           | 75          |

| ChartsJahrescharts (2017)      | Platzierung |
| ------------------------------ | ----------- |
| Kanada (MC)                    | 84          |
| Schweiz (IFPI)                 | 73          |
| Vereinigte Staaten (Billboard) | 54          |

### Auszeichnungen für Musikverkäufe
| Land/Region                  | Auszeichnungen für Musikverkäufe (Land/Region, Auszeichnung, Verkäufe) | Verkäufe  |
| ---------------------------- | ---------------------------------------------------------------------- | --------- |
| Australien (ARIA)            | 7× Platin                                                              | 490.000   |
| Belgien (BRMA)               | Platin                                                                 | 30.000    |
| Brasilien (PMB)              | 2× Diamant                                                             | 500.000   |
| Dänemark (IFPI)              | 3× Platin                                                              | 270.000   |
| Deutschland (BVMI)           | Platin                                                                 | 400.000   |
| Frankreich (SNEP)            | Diamant                                                                | 333.333   |
| Italien (FIMI)               | 3× Platin                                                              | 150.000   |
| Kanada (MC)                  | 7× Platin                                                              | 560.000   |
| Mexiko (AMPROFON)            | Platin                                                                 | 60.000    |
| Neuseeland (RMNZ)            | 4× Platin                                                              | 120.000   |
| Norwegen (IFPI)              | 2× Platin                                                              | 80.000    |
| Österreich (IFPI)            | 2× Platin                                                              | 60.000    |
| Polen (ZPAV)                 | 2× Platin                                                              | 40.000    |
| Portugal (AFP)               | 2× Platin                                                              | 20.000    |
| Schweden (IFPI)              | 3× Platin                                                              | 120.000   |
| Spanien (Promusicae)         | Platin                                                                 | 60.000    |
| Vereinigte Staaten (RIAA)    | 5× Platin                                                              | 5.000.000 |
| Vereinigtes Königreich (BPI) | 2× Platin                                                              | 1.200.000 |
| Insgesamt                    | 46× Platin · 3× Diamant ·                                              | 9.493.333 |

Hauptartikel: Shawn Mendes/Auszeichnungen für Musikverkäufe